# Charaxes luscius
Charaxes luscius är en fjärilsart som beskrevs av Hans Fruhstorfer 1914. Charaxes luscius ingår i släktet Charaxes och familjen praktfjärilar. Inga underarter finns listade i Catalogue of Life.